# The Cult
The Cult é uma banda britânica de rock formada em 1983 em Bradford, West Yorkshire. Antes de estabelecer seu nome atual em janeiro de 1984, a banda se apresentou sob o nome Death Cult, que era uma evolução do nome da banda anterior do vocalista Ian Astbury, Southern Death Cult.
Eles ganharam seguidores dedicados no Reino Unido em meados da década de 1980 como uma banda pós-punk/gótica, com singles como "Spiritwalker", "She Sells Sanctuary" e "Rain", antes de entrar no mainstream dos Estados Unidos no final da década de 1980 estabelecendo-se como uma banda de hard rock com singles como "Love Removal Machine". Desde sua formação inicial em 1983, a banda teve várias formações; os membros mais antigos são Astbury e o guitarrista Billy Duffy, que também são os dois compositores da banda.

## História

### Origens
No fim dos anos 1970, um jovem chamado Ian Astbury decidiu criar uma banda. Este foi o início do Southern Death Cult, um grupo de rock gótico e pós-punk. A música do grupo não combinava totalmente com o seu estilo, uma vez que Astbury era muito influenciado pela música e visuais dos anos 1960.
Em 1983, com o fim do Southernn Death Cult, Ian Astbury junta-se a Billy Duffy (guitarra, ex-Theatre of Hate), Jamie Stewart (baixo, ex-Ritual) e Ray Mondo (bateria), e a banda passa a se chamar Death Cult.
Em julho de 1983, a banda lançou Death Cult, um EP com quatro canções. Em setembro do mesmo ano, Ray deixa a banda para dar lugar a Nigel Preston, (ex-Sex Gang Children). Com o novo baterista, o Death Cult lança em outubro de 1983 o single God Zoo.
Em uma sexta-feira, (13 de Janeiro de 1984), antes de fazerem um programa de TV, Ian decide que a banda passaria a se chamar The Cult, retirando, assim, a conotação "gótica" da banda.
A seguir, assinam um longo contrato com o selo Beggars Banquet. Depois, a banda procede a uma turnê europeia antes do lançamento de Dreamtime em agosto de 1984.

### Anos 1980
O álbum de estreia, Dreamtime, sai em 1984. Após esse lançamento, o baterista Preston é substituído por Mark Brzezicki. Durante as gravações do segundo álbum, Mark é substituído por Les Warner (ex-baterista de bandas como Sham 69 e Johnny Thunders) e é lançado o disco Love (1985). Este álbum é uma homenagem da banda a grupos e artistas da década de 1960 e 1970, como Led Zeppelin, The Doors, Jimi Hendrix, entre outros, que sempre os influenciaram. Além do título do álbum, os timbres, os efeitos de guitarra e as equalizações utilizadas em Love são baseadas nos discos dessa época (nos anos anteriores aos 1980).
O baixista Stewart passou a tocar guitarra base e o baixista Kid Chaos, de uma banda chamada Zodiac Mindwarp, entrou no grupo. Discussões entre Astbury e Duffy começaram a abalar o grupo. A dupla não estava se entendendo nas novas composições devido à direção que a banda queria tomar (indo para o hard rock tradicional e deixando o gótico) e a saída foi chamar o respeitado produtor Rick Rubin para rearranjar as músicas que já haviam sido gravadas (e que só foram lançadas no Rare Cult Box Set, anos depois). Tal produtor já havia trabalhado com o Slayer e Danzig. Dessa união, surgiu em 1987 o álbum Electric.
A banda entrou em turnê por um ano e meio e os problemas de Astbury com o álcool pioraram cada vez mais. Muitos shows, inclusive uma temporada no Japão, foram cancelados. Nessa época, Les Warner saiu do grupo.
Para a gravação do novo álbum, foi chamado o famoso produtor Bob Rock (Mötley Crüe e Bon Jovi e depois Metallica), Mickey Curry (Brian Adams) foi recrutado para as baquetas, Kid Chaos foi demitido e Jamie Stewart retornou ao baixo. Sonic Temple foi lançado em 1989 e teve a participação de Iggy Pop nos vocais de "New York City". Após esse lançamento, Matt Sorum é recrutado para a tour, mas deixa a banda logo em seguida, indo para o Guns N' Roses.

### Anos 1990-2010
Contudo, as coisas não iam bem: Astbury havia chegado num nível em que o álcool trazia riscos graves para a sua saúde. A banda teve que se empenhar várias vezes com versões instrumentais nas músicas, para cobrir as constantes ausências de Astbury. No final da turnê do álbum Sonic Temple, em 1990, Stewart abandonou o grupo, cansado de ser mediador das constantes discussões entre Astbury e Duffy e da rotina das constantes turnês. Ele montou uma banda chama The Untouchables, com Adrian Smith, que havia saído do Iron Maiden na mesma época.
Com o novo baixista Charlie Drayton, a banda lança Ceremony, em 1991. Em 1993, mais mudanças: entram Craig Adams (ex-Sisters of Mercy e The Mission) no baixo e Scott Garrett na bateria. O produtor Bob Rock é chamado novamente e The Cult é lançado em 1994, e o grupo se dissolveu após um show no Brasil. Astbury e Duffy partiram em projetos solo, mas nenhum deles conseguiu muita repercussão separado.
Decidem, então, unir-se novamente e participam da trilha sonora do filme estrelado por Nicolas Cage, Gone in 60 Seconds com a faixa "Painted on My Heart". Em junho de 2001, o Cult lança o novo álbum Beyond Good and Evil, novamente com produção do veterano Bob Rock. Na sequência, a banda entrou em mais um hiato. Astbury foi chamado para assumir os vocais de 'The Doors of The 21st Century'. Oliver Stone havia pensado no cantor para estrelar o filme The Doors, em 1991, que Val Kilmer acabou por estrelar.
Em 2005, o Cult anunciou a volta as atividades e a turnê Return of the Wild, que resultou no último disco da banda, lançado em 2007, chamado Born Into This, sempre com Astbury e Billy Duffy como os membros principais.
Em 2007-2008, a banda teve seu sucesso "She Sells Sanctuary" presente no jogo Guitar Hero Aerosmith. A mesma música já havia sido licenciada, em 2001, para o jogo Gran Turismo 3: A-Spec e, em 2002, para o jogo Grand Theft Auto: Vice City, podendo esta ser ouvida na rádio VROCK do jogo.
Em 25 de Setembro de 2009, iniciaram a digressão europeia Love Live Tour em Lisboa. Em 1 de agosto de 2010 lançaram um novo single "Every Man and Woman Is a Star" que está disponível no iTunes.
Em 2013 foi lançado o jogo Grand Theft Auto V, contendo a música "Rain" (1985), podendo ser ouvida na rádio Los Santos Rock Radio.

### Choice of Weapon(2011- presente)
Durante um concerto de The Cult no Hammersmith Apollo em Londres em Janeiro, Ian Astbury declarou que a banda irá gravar um novo álbum imediatamente após a conclusão da tournée. O produtor será Chris Goss.
Em novembro de 2011 foi anunciado que o álbum novo seria produzido por Bob Rock, o mesmo de Sonic Temple, The Cult e Beyond Good and Evil. O álbum, intitulado Choice of Weapon, será lançado em 22 de maio de 2012. A banda criou uma parceria com a Rolling Stone para promover o primeiro single do álbum com o nome "Lucifer" em Janeiro de 2012.

## Membros
- Ian Astbury - voz principal, percussão (1983–1995, 1999–presente).
- Billy Duffy - guitarra (1983–1995, 1999–presente).
- Grant Fitzpatrick  - baixo (–presente).
- Damon Fox - Teclados , guitarra base e vocais.
- John Tempesta - bateria (2006–presente).

Músicos de apoio
- James Stevenson - guitarra rítmica [94-95 e retornou a banda com a saída de Mike Dimkich] ex-Chelsea com Billy Idol, Jene Loves Jezebel, Kim Wilde, Generation x etc.
- Mike Dimkich - guitarra rítmica (1993–1994, 1999–presente).

Ex-Membros
- Les Warner - bateria.
- Ray Mondo - bateria.
- Nigel Preston - bateria.
- Jamie Stewart - baixo, guitarra ritmo.
- Mark Brzezicki - bateria.
- Kid Chaos - baixo.
- John Webster - teclado.
- Eric Singer - bateria.
- Mickey Curry - bateria.
- Matt Sorum - bateria.
- Todd Hoffman - baixo.
- James Kottak - bateria.
- Charley Drayton - baixo.
- Michael Lee - bateria.
- Kinley Wolfe - baixo.
- John Sinclair - teclado.
- Craig Adams - baixo.
- Scott Garrett - bateria.
- Martyn LeNoble - baixo.
- Billy Morrison - guitarra ritmo.

## Discografia
- Dreamtime (1984)
- Love (1985)
- Electric (1987)
- Sonic Temple (1989)
- Ceremony (1991)
- The Cult (1994)
- Beyond Good and Evil (2001)
- Born Into This (2007)
- Choice of Weapon (2012)[3]
- Hidden City (2016)